# Dares kinabaluensis
Dares kinabaluensis är en insektsart som beskrevs av Bragg 1998. Dares kinabaluensis ingår i släktet Dares och familjen Heteropterygidae. Inga underarter finns listade i Catalogue of Life.